# رودلف لينداو (سياسي)
رودلف لينداو هو أستاذ جامعي ومؤرخ وسياسي ألماني، ولد في 28 مارس 1888 في Riddagshausen ‏ في ألمانيا، وتوفي في 18 أكتوبر 1977 في برلين في ألمانيا. نشط حزبياً في حزب الوحدة الاشتراكية الألماني والحزب الشيوعي في ألمانيا والحزب الديمقراطي الاجتماعي الألماني. وقد انتخب عضو برلمان هامبورغ ‏ وانتخب عضو في الرايخستاغ في  جمهورية فايمار ‏.